# Бугаєвські
Бугаєвські (польск. Bugajewski, рос. Бугаевские) - український старшинський, пізніше дворянський рід, бере початок за часів Гетьманщини. Рід Бугаєвських поділяється на дві родові гілки: Воронізькі та Корсунські. 

## Воронізький рід Бугаєвських
Потомство Степана Бугаєвського (він же Стефан або Степан Бугай в інших документах) (*16?? — † після 1687) — козака, значного військового товариша Глухівської сотні Ніжинського полку (с. Локотки (нині місто Шостка), який у 1676 р. отримав універсал гетьмана Івана Самойловича на спорудження греблі на річці Шустці (Шостці) за селом з млином для власного використання. Будівництво цього млина у 1676 році, який, крім зерна, перемелював селітряну руду, якої було багато в місцевості, і деревне вугілля, з яких потім вироблявся порох, і вважається головною історичною передумовою для подальшого розвитку в даній місцевості галузі з виробництва пороху і населеного пункту. 1677 року той самий гетьман новим універсалом дозволяв Степану Бугаєвському, з поваги на його козацькі заслуги, привласнювати дохід з того млина, а третю частину помелу віддавати на військові потреби. Пізніше гетьман Іван Мазепа своїм універсалом 1687 року, не порушуючи козацьких вольностей, навіть звільнив Стефана Бугаєвського, товариша сотні Воронізької, від зобов’язання віддавати третю частину помелу з млина на військові потреби.

## Опис герба роду воронізьких Бугаєвських
Щит: у червоному полі 2 срібні булави і між ними спрямована вгору стріла — перехрещені у зірку. Нашоломник: 3 страусові пір’їни.

## Корсуньский рід Бугаєвських
Потомство Бугаєвського Василя Оникійовича (* 16?? — † після 1670) — полкового хорунжого Корсунського полку (1670). 

## Опис герба роду корсунських Бугаєвських
Цей рід (корсунські Бугаєвські) користувався таким шляхетським гербом: Щит: у лазуровому полі золоте всевидяче око, під ним лежить бик (бугай), що супроводжуваний над головою білою 6-кутною зіркою і обтяжений шпагою і корогвою в андріївський хрест. Нашоломник: 3 страусові пір’їни.